# Јужна Кореја на Светском првенству у атлетици на отвореном 2017.
Јужна Кореја је учествовала на Светском првенству у атлетици на отвореном 2017. одржаном у Лондону од 4. до 13. августа шеснаести пут, односно учествовала је на свим првенствима до данас. Репрезентацију Јужне Кореје представљало је 17 такмичара (11 мушкараца и 6 жена) који су се такмичили у 10 дисциплина (7 мушких и 3 женске).,
На овом првенству Јужна Кореја није освојила ниједну медаљу али су остварена два најбоља лична резултата сезоне.

## Учесници
| Мушкарци: - Kukyoung Kim — 100 м - Hyosu Kim — Маратон - Seungyeop Yu — Маратон - Kwangsik Shin — Маратон - Byoungjun Kim — 110 м препоне - Хјунсуб Ким — 20 км ходање - Byeongkwang Choe — 20 км ходање - Даехо Ким — 20 км ходање - Парк Чил-сунг — 50 км ходање - Woo Sang-hyeok — Скок увис - Kim Deok-hyeon — Скок удаљ | Жене: - Kyunghee Lim — Маратон - Seongeun Kim — Маратон - Кјунгсун Чои — Маратон - Џунг Хје-Лим — 100 м препоне - Yeongeun Jeon — 20 км ходање - Дасеул Ли — 20 км ходање |  |

## Резултати

### Мушкарци
| Атлетичар        | Дисциплина   | Лични рекорд | Предтакмичење | Предтакмичење | Квалификације | Квалификације | Полуфинале | Полуфинале | Финале                | Финале        | Детаљи |
| Атлетичар        | Дисциплина   | Лични рекорд | Резултат      | Место         | Резултат      | Место         | Резултат   | Место      | Резултат              | Место         | Детаљи |
| ---------------- | ------------ | ------------ | ------------- | ------------- | ------------- | ------------- | ---------- | ---------- | --------------------- | ------------- | ------ |
| Kukyoung Kim     | 100 м        | 10,07 НР     | слободан      | слободан      | 10,24 КВ      | 3. у гр. 5    | 10,40      | 8. у гр. 1 | није се квалификовао  | 23 / 58 (62)  |        |
| Hyosu Kim        | Маратон      | 2:15:19      |               |               |               |               |            |            | 2:25:08               | 59 / 71 (100) |        |
| Seungyeop Yu     | Маратон      | 2:13:10      | 2:29:06       | 64 / 71 (100) |               |               |            |            |                       |               |        |
| Kwangsik Shin    | Маратон      | 2:16:43      | 2:29:52       | 65 / 71 (100) |               |               |            |            |                       |               |        |
| Ким Хјун-суб     | 20 км ходање | 1:19:13 НР   | 1:22:08       | 26 / 58 (64)  |               |               |            |            |                       |               |        |
| Byeongkwang Choe | 20 км ходање | 1:21:20      | 1:22:54 ЛРС   | 31 / 58 (64)  |               |               |            |            |                       |               |        |
| Даехо Ким        | 20 км ходање | 1:21:42      | 1:28:01       | 57 / 58 (64)  |               |               |            |            |                       |               |        |
| Парк Чил-сунг    | 50 км ходање | 3:45:55      | 3:59:46 ЛРС   | 29 / 33 (49)  |               |               |            |            |                       |               |        |
| Woo Sang-hyeok   | Скок увис    | 2,33         |               |               | 2,22          | 11. у гр. Б   |            |            | Нису се квалификовали | 25 / 26 (27)  |        |
| Kim Deok-hyeon   | Скок удаљ    | 8,22 НР      | 7,85          | 10. у гр. А   | 16 / 27 (28)  |               |            |            | Нису се квалификовали |               |        |

### Жене
| Атлетичарка   | Дисциплина    | Лични рекорд | Квалификације | Квалификације | Полуфинале            | Полуфинале            | Финале                | Финале       | Детаљи                                   |
| Атлетичарка   | Дисциплина    | Лични рекорд | Резултат      | Место         | Резултат              | Место                 | Резултат              | Место        | Детаљи                                   |
| ------------- | ------------- | ------------ | ------------- | ------------- | --------------------- | --------------------- | --------------------- | ------------ | ---------------------------------------- |
| Kyunghee Lim  | Маратон       | 2:32:49      |               |               |                       |                       | 2:38:38               | 34 / 78 (92) | Архивирано на веб-сајту (4. август 2018) |
| Seongeun Kim  | Маратон       | 2:27:20      | 2:39:52       | 38 / 78 (92)  |                       |                       |                       |              | Архивирано на веб-сајту (4. август 2018) |
| Кјунгсун Чои  | Маратон       | 2:32:27      | 2:45:46       | 54 / 78 (92)  |                       |                       |                       |              | Архивирано на веб-сајту (4. август 2018) |
| Џунг Хје-Лим  | 100 м препоне | 13,04        | 13,37         | 7. у гр. 5    | није се квалификовала | није се квалификовала | није се квалификовала | 34 / 39 (40) |                                          |
| Yeongeun Jeon | 20 км ходање  | 1:30:35      |               |               |                       |                       | 1:33:29 ЛРС           | 30 / 52 (61) | Архивирано на веб-сајту (2. август 2018) |
| Дасеул Ли     | 20 км ходање  | 1:34:47      | 1:38:54       | 48 / 52 (61)  |                       |                       |                       |              | Архивирано на веб-сајту (2. август 2018) |